# Matadero municipal de Mataró
El antiguo Matadero municipal de Mataró es una obra modernista protegida como bien cultural de interés local del municipio de Mataró (Maresme). Fue proyectado en 1909 por el ingeniero mataronense Melchor de Palau y Simón y se acabó de construir en 1915.

## Descripción

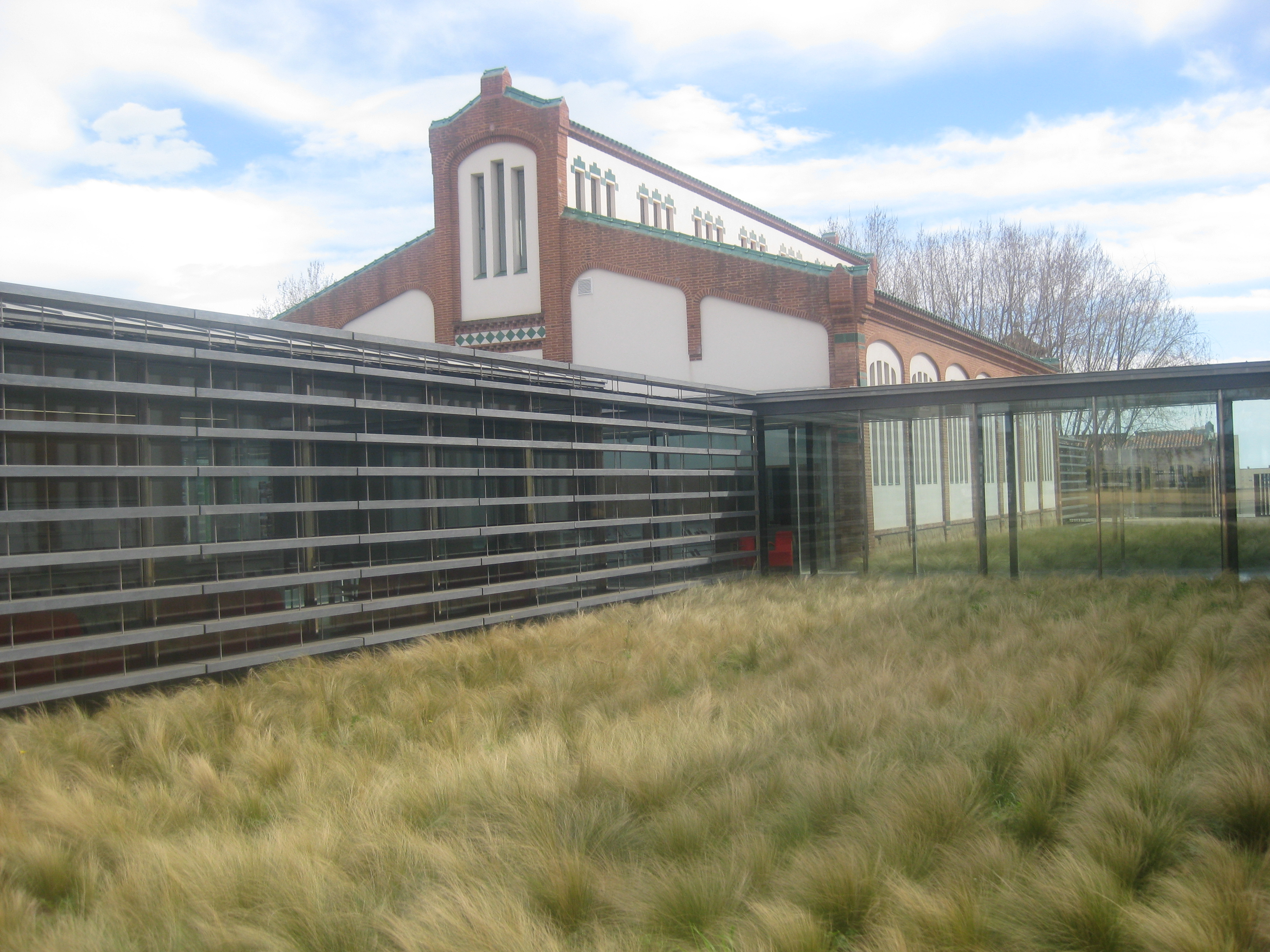
Vestíbulo y nave central al 2014

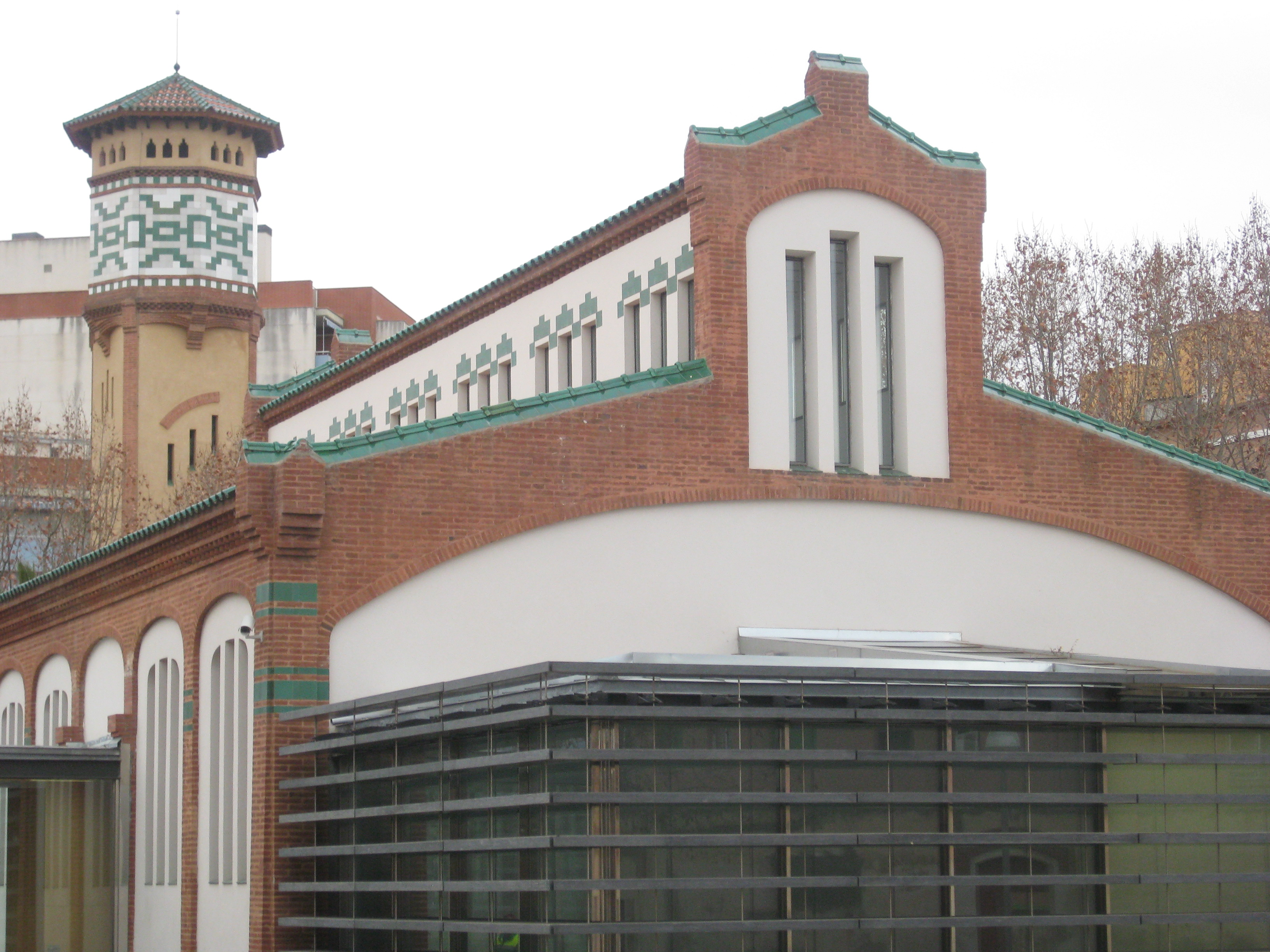
Nave central el 2013

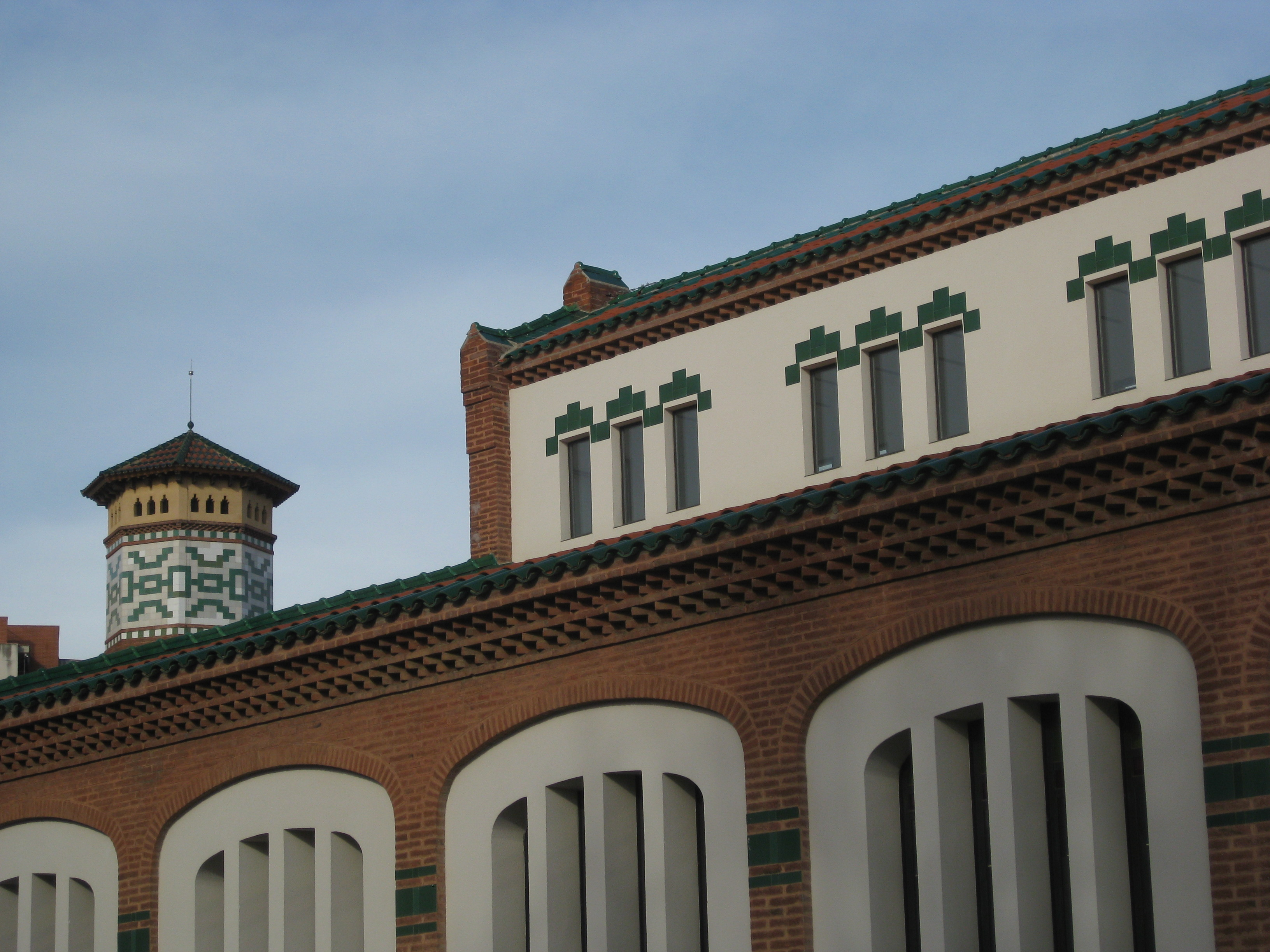
Nave central y torre del depósito de agua elevado (2013)

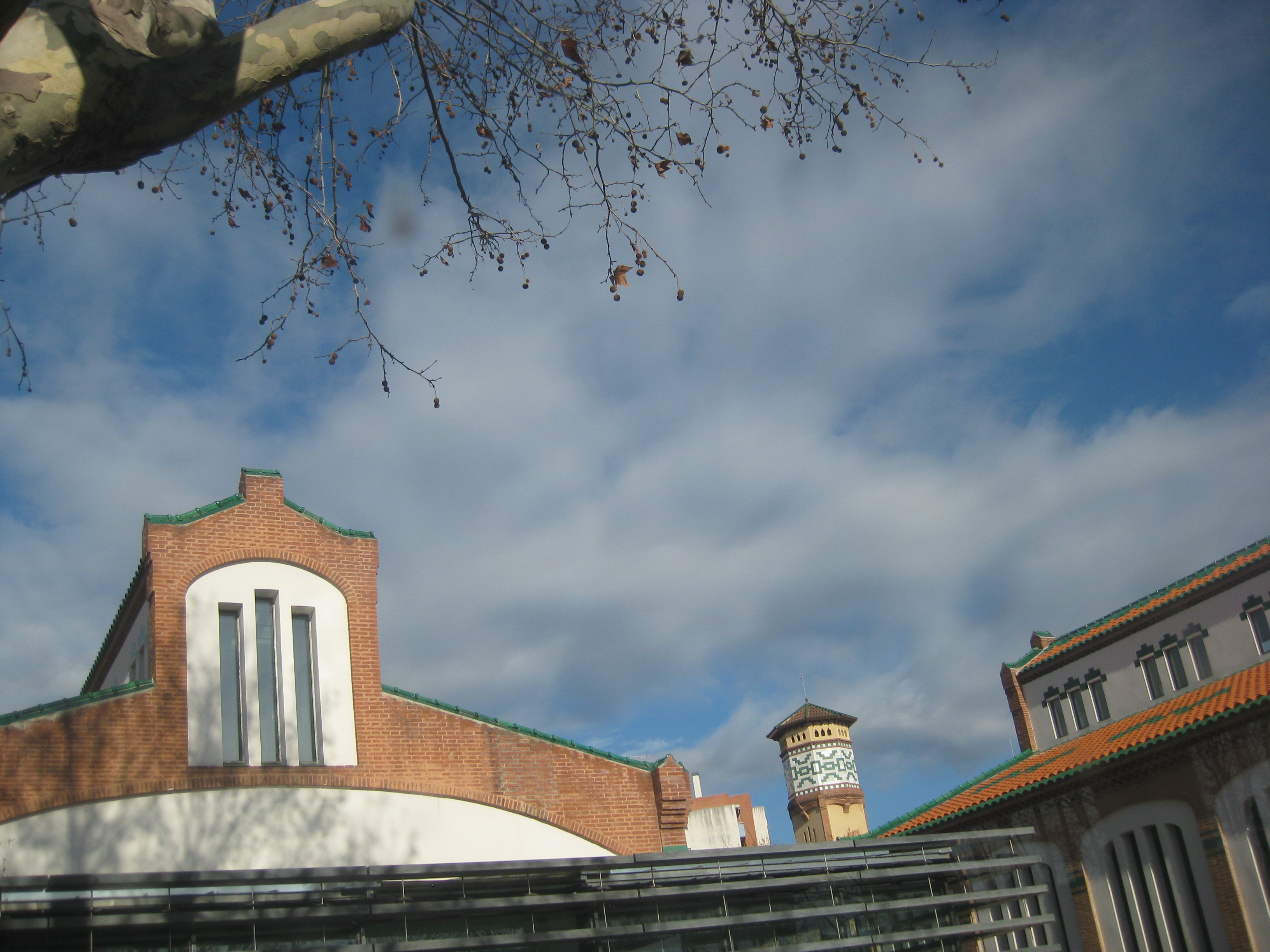
Nave de matanza del porcino.

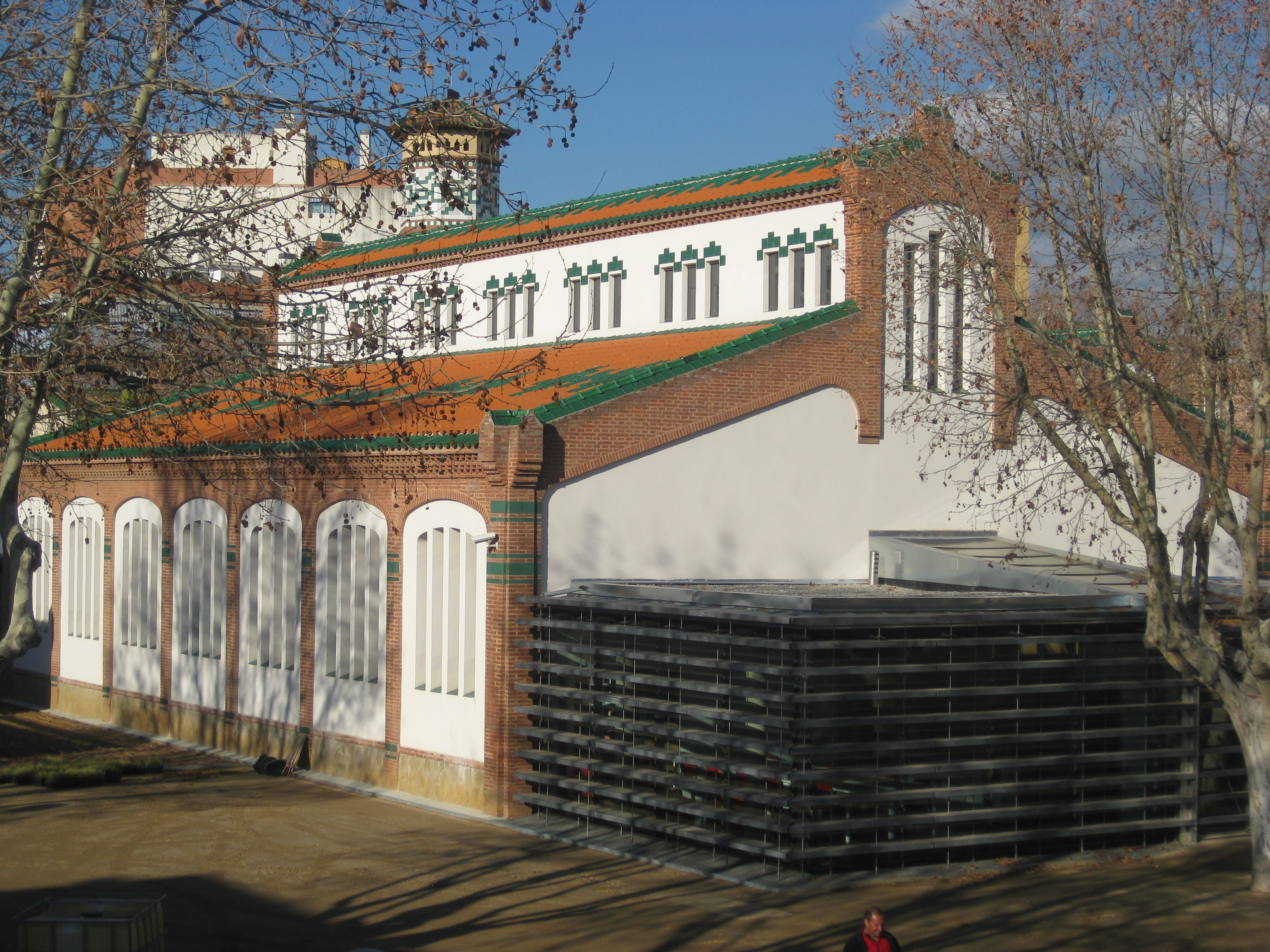
Nave de vacuno con nuevo coso añadido.

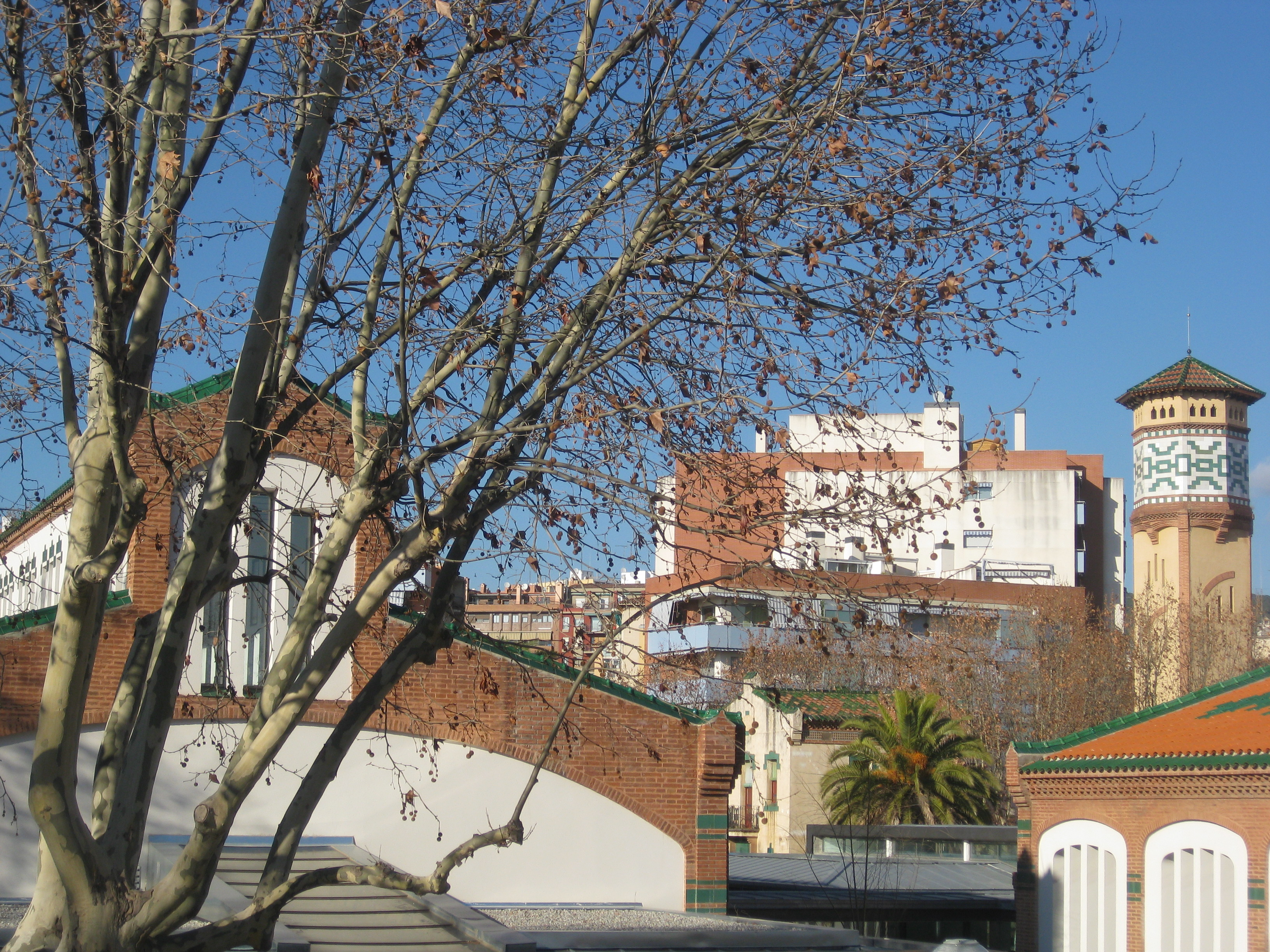
Nave de matanza de porcino y nave central

El complejo del matadero está formado por un conjunto de edificios en un recinto cerrado por un muro y vallas de hierro forjado, con una superficie cercana a los 15.000 metros cuadrados. El edificio principal lo forman tres naves de planta baja y tipología basilical conectadas entre sí por unos pasos cubiertos (antes con las guías de transporte del ganado).
La cubierta, con las tejas vidriadas de colores, es a dos aguas con la parte central más altura permitiendo la entrada de luz cenital y la ventilación. En el interior las paredes estaban protegidas con un zócalo de cerámica vidriada utilizada también como ornamento en las ventanas. En el exterior la estructura se refleja en las fachadas con unas pilastras y arcos de obra vista con ventanas de vitrales de colores (amarillo y rosado).
El conjunto del recinto se completa con otros edificios auxiliares dispuestos alrededor de las naves principales: el edificio de la casquería, los corrales, la portería y el depósito elevado de agua (de planta octogonal y decorado con cerámica vidriada de colores). Todo el conjunto constituye un interesante ejemplo de complejo industrial modernista.

## Historia
El matadero municipal de Mataró se inauguró en 1915 bajo la alcaldía de Emili Arañó. En 1907 el ayuntamiento había creado una comisión especial para la construcción de un nuevo matadero municipal para sustituir la existente en el mercado de la plaza Gran. En 1908 compró unos terrenos en las afueras de la ciudad, cerca de la Riera de San Simón, en la calle de Puerto Rico (actualmente calle Prat de la Riba). La comisión encargó el proyecto 1909 en Melchor de Palau y Simón, suponiendo la obra más importante del arquitecto y el primer matadero de este estilo adecuado a las normas de higiene y de capacidad. 
El matadero prestó servicio en la ciudad hasta el año 1986 por no reunir las condiciones técnico-sanitarias mínimas (en 1976 se había aprobado la Ley Sanitaria, una normativa para la modernización de los mataderos).

## Uso actual
El conjunto fue declarado Bien Cultural de Interés Local (BCIL) en 1996, y tres años más tarde se incluyó en el Plan Especial de Patrimonio Arquitectónico de la ciudad, momento a partir del cual se adecuaron las naves principales para alojar el servicio de mantenimiento y los servicios municipales.
En 2007 el edificio que acogía la casquería convirtió la guardería Els Menuts. Y el abril de 2008 se inauguró en el recinto, en el espacio que habían ocupado corrales, el nuevo edificio de la colla castellera Cabezudos de Mataró.
Entre 2010 y 2013 se llevó a cabo la rehabilitación del conjunto principal formado por las tres naves del antiguo matadero para darle un nuevo uso como biblioteca pública. El proyecto fue ejecutado por la arquitecta municipal Dolores Periel. Se adaptaron las tres naves de matanza para uso como biblioteca pública. Las naves fueron reparadas y enfatizadas, derribando los cuerpos adosados a la parte posterior de cada una y el cuerpo adosado a la parte anterior de la nave central (antigua cámara de carne). Las construcciones derribadas fueron sustituidas por nuevos volúmenes modernos, con cubierta plana y lucernarios longitudinales que siguen el mismo eje que los de las naves principales. Las fachadas de los nuevos elementos son vidriadas, con lamas de piedra horizontales para proteger el interior del sol. El volumen ubicado en la parte anterior de la nave central, con la que se relaciona a través de un patio enterrado, hace las funciones de acceso a la nueva biblioteca. En el interior, para remarcar el valor del espacio, las tres naves no tienen ningún tipo de compartimentación. en la nave central es destacable la construcción de un altillo formado por dos rectángulos aislados del resto de elementos del edificio, que recorren la nave longitudinalmente, enlazados por dos pasarelas. Este nuevo elemento permite una visión espacial inédita del interior de la nave. Se han mantenido los pasillos de comunicación entre las naves, modernizándose con cierres vidriados y al actual salón de actos (nave de matanza de ganado vacuno) se ha mantenido parte de las guías que se utilizaban para el transporte del ganado. En total, el nuevo equipamiento tiene una superficie de más de 2.000m
El 3 de febrero del año 2013 el conjunto abrió las puertas como biblioteca Antoni Comas.